# 에너자이저
에너자이저 홀딩스 주식회사(영어: Energizer Holdings, Inc.)는 미국의 건전지, 충전지 및 손전등 제조 회사다. 본사는 세인트루이스 서쪽의 타운 앤드 컨트리에 있으나, 건전지 겉면에는 타운 앤드 컨트리 대신 세인트루이스로 기재되어 있다.
대한민국에는 에버레디 시절인 1988년에 선비지네스를 통해 처음 들어왔으며, 1996년부터 에너자이저코리아가 선비지네스로부터 판권을 받아 유통을 맡고 있다. 대한민국에 들어오는 에너자이저 건전지는 미국산과 싱가포르산이 유통되고 있으며, 선비지네스가 수입해서 판매했던 에버레디 시절부터 대부분 싱가포르산이 유통되고 있다. 다만 일반형 AA/AAA, 맥스 플러스 AAA 등 일부 원통형은 중국산이 들어오고 있다. 코인형 전지는 중국산(맥스)과 인도네시아산(얼티밋 리튬)이 들어오며, 니켈수소(Ni-MH) 충전지는 일본에서 ODM으로 들어오고 있다.

## 역사

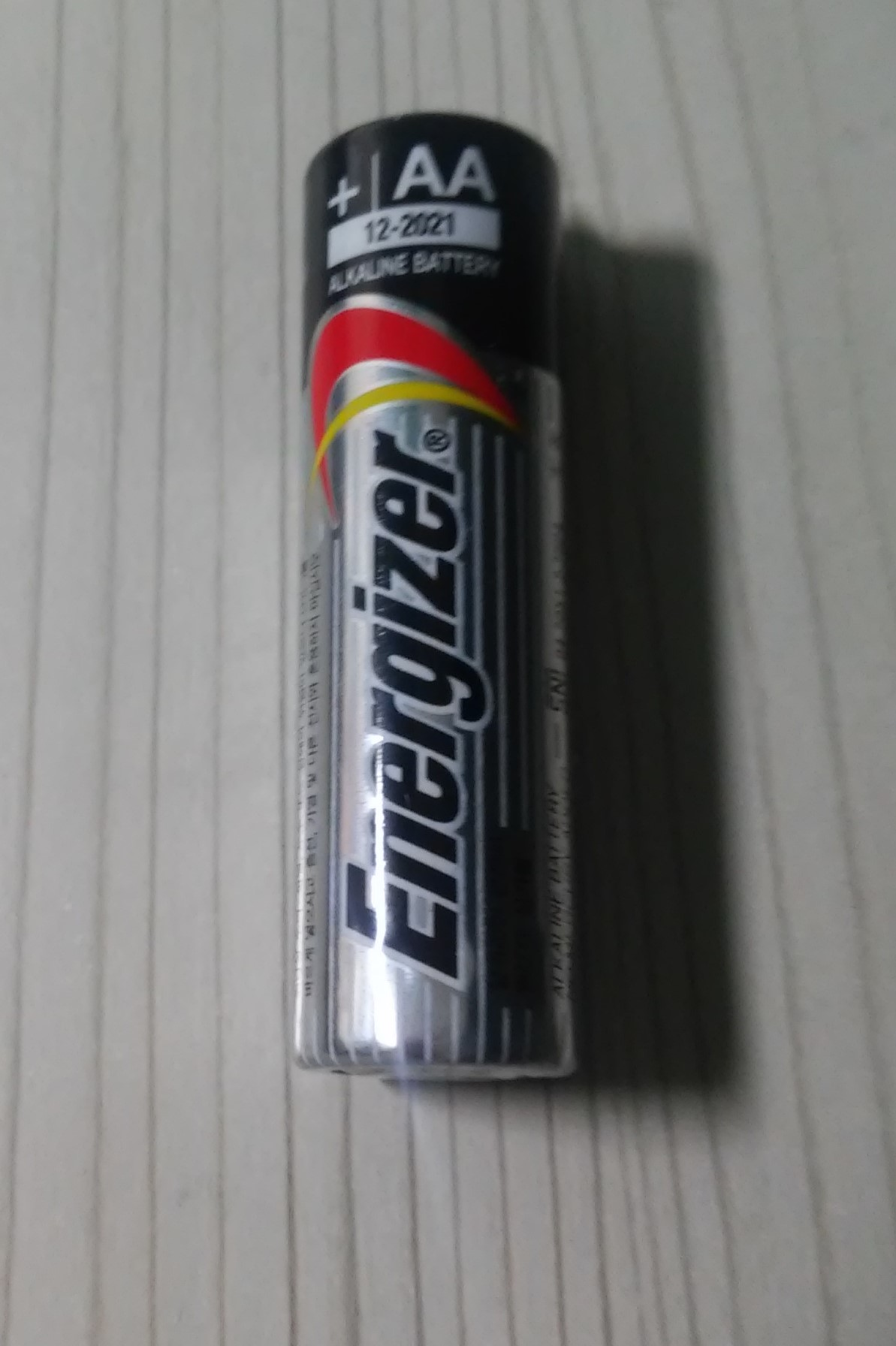
에너자이저의 기본형 AA 전지

에너자이저는 1896년에 건전지 개발로 시작되었고, 1905년에 '에버레디 배터리 컴퍼니'로 변경되었다. 1917년에는 '내셔널 카본 컴퍼니'와 '유니언 카바이드 컴퍼니'로 합병했으나, 1986년에 랠스턴 퓨리나 계열로 편입되었다. 2000년 랠스턴 퓨리나에서 계열 분리한 후, 현재의 사명으로 변경하여 오늘날에 이른다.
본래 에버레디 브랜드로 시작했으며, 에너자이저 브랜드는 1980년에 추가했다. 에너자이저의 런칭 후 에버레디는 에너자이저 홀딩스 내에서 망간전지 브랜드로 이용 중이지만, AA/AAA 한정으로 알카라인 전지도 나오고 나온다. 
손전등 분야에서도 오랜 역사를 자랑하며, 미군 군납용 손전등을 생산하여 납품하고 있다. 에너자이저와 에버레디 브랜드로 손전등이 모두 나온다.

## 마스코트
대한민국을 포함한 일부 국가에서 건전지를 형상화한 캐릭터인 미스터 에너자이저를 사용한다. 미스터 에너자이저의 대한민국 한정 이름은 백만돌이로, 백만~~을 외쳐서 지어진 이름으로 추정된다. 본진인 북미에서는 토끼 캐릭터를 사용하는 경쟁사 듀라셀을 억압하려는 의도로 자사의 사명과 어울리지 않는 토끼 캐릭터인 에너자이저 버니를 사용한다.

## 제품
대한민국에서 판매 중인 제품은 다음과 같다.
- 에너자이저 알카라인 파워
- 에너자이저 맥스
- 에너자이저 맥스 플러스
- 에너자이저 얼티메이트 리튬
- 에너자이저 익스트림
- 에너자이저 리튬 코인
- 에너자이저 랜턴(라이트)
- 에너자이저 충전기(익스트림용)